# Sylvain Lefebvre
Sylvain Jean Lefebvre (* 14. Oktober 1967 in Richmond, Québec) ist ein ehemaliger kanadischer Eishockeyspieler und derzeitiger -trainer. Zwischen 1989 und 2003 absolvierte der Verteidiger insgesamt über 1000 Spiele für die Canadiens de Montréal, Toronto Maple Leafs, Nordiques de Québec, Colorado Avalanche und New York Rangers in der National Hockey League. Dabei gewann er mit der Avalanche im Jahr 1996 den Stanley Cup. In der Saison 2003/04 ließ er seine Karriere beim SC Bern ausklingen, wobei er mit dem Team Schweizer Meister wurde. Anschließend war Lefebvre als Assistenztrainer der Avalanche tätig, bevor er von 2012 bis 2018 die Farmteams der Canadiens de Montréal in der American Hockey League als Cheftrainer betreute. Seit August 2022 ist er als Assistenztrainer der Florida Panthers in der NHL tätig.

## Karriere

### Spielerkarriere
In seiner Jugend spielte Lefebvre für die Laval Titan aus der Ligue de hockey junior majeur du Québec. 1986 boten die Canadiens de Montréal dem Verteidiger seinen ersten Profi-Vertrag an, allerdings spielte er die folgenden drei Jahre nur bei dem Farmteam der Canadiens, den Canadiens de Sherbrooke, in der American Hockey League. Sein Debüt in der National Hockey League gab Lefebvre schließlich zu Beginn der Saison 1989/90. Er ist somit einer der wenigen Spieler, die nicht durch den NHL Entry Draft in die Profiliga gekommen sind, sondern direkt einen Vertrag angeboten bekommen haben.
Nach drei Jahren bei den Habs wurde der Spieler am 20. August 1992 im Tausch gegen einen Drittrunden-Draftpick für den NHL Entry Draft 1994 zu den Toronto Maple Leafs transferiert. Dort absolvierte er zwei Spielzeiten, bevor er am 28. Juni 1994 in einem Tausch an die Nordiques de Québec abgegeben wurde. Zusammen mit Lefebvre gingen die Stürmer Wendel Clark und Landon Wilson nach Québec. Die Maple Leafs bekamen im Gegenzug Garth Butcher, Todd Warriner und den jungen Mats Sundin. Zusätzlich tauschten beide Teams noch ihre jeweiligen Erstrunden-Draftpicks für den NHL Entry Draft 1994.
Sylvain Lefebvre absolvierte insgesamt fünf Spielzeiten für die Nordiques de Québec/Colorado-Avalanche-Organisation, wo er 1996 mit Colorado den Stanley Cup gewinnen konnte. In der Saison 1997/98 war er für 18 Spiele Mannschaftskapitän, da Joe Sakic auf Grund einer Verletzung ausfiel. Zu Beginn der Saison 1999/2000 unterschrieb Lefebvre einen Vierjahresvertrag bei den New York Rangers. Seine Leistungen sanken aber rapide ab und so kam es, dass er während der Saison 2001/02 mehrere Wochen zum Farmteam der Rangers, dem Hartford Wolf Pack aus der AHL, geschickt wurde. Nach einem weiteren Jahr in New York lief sein Vertrag aus und wurde nicht verlängert. Er verließ daraufhin die NHL und schloss sich für ein Jahr dem SC Bern an, bevor er sich vom aktiven Sport verabschiedete und seine Karriere beendete.

### Trainerkarriere
Seine erste Trainerposition war die des Assistenztrainers zu Beginn der Saison 2007/08 bei den Lake Erie Monsters, dem Farmteam der Colorado Avalanche. Nachdem er die Monsters zwei Jahre lang in der AHL trainiert hatte, wurde er am 4. Juni 2009 in den Trainerstab der Avs als Co-Trainer von Joe Sacco berufen. Nach drei Jahren als Assistenztrainer bei der Avalanche nahm Lefebvre eine Stelle als Cheftrainer der Hamilton Bulldogs an. Diese behielt er auch, als das Team 2015 nach St. John’s und 2017 nach Laval umgesiedelt wurde. Nach der Spielzeit 2017/18, die er mit den Rocket als schlechtestes Team der AHL beendet hatte, wurde er jedoch entlassen. Seit Sommer 2018 war er als Assistenztrainer bei den San Diego Gulls in der AHL angestellt, eine Position, die er in der Folge drei Jahre lang innehatte. Im Juni 2021 gelang ihm dann die Rückkehr in die NHL, als er als Assistent des ebenfalls neu verpflichteten Cheftrainers Brad Larsen von den Columbus Blue Jackets engagiert wurde. Da sich Lefebvre jedoch der Impfung gegen COVID-19 verweigerte und somit nicht am Spielbetrieb teilnehmen konnte, ersetzten die Blue Jackets ihn noch im September 2021 durch Steve McCarthy. Im August 2022 wurde er dann, abermals als Assistenztrainer, von den Florida Panthers verpflichtet.

## Erfolge und Auszeichnungen
- 1989 AHL Second All-Star Team
- 1996 Stanley-Cup-Gewinn mit der Colorado Avalanche
- 2004 Schweizer Meister mit dem SC Bern

## Karrierestatistik
(Legende zur Spielerstatistik: Sp oder GP = absolvierte Spiele; T oder G = erzielte Tore; V oder A = erzielte Assists; Pkt oder Pts = erzielte Scorerpunkte; SM oder PIM = erhaltene Strafminuten; +/− = Plus/Minus-Bilanz; PP = erzielte Überzahltore; SH = erzielte Unterzahltore; GW = erzielte Siegtore; 1 Play-downs/Relegation; Kursiv: Statistik nicht vollständig)